# Liste der Kulturdenkmale in Kaiserpfalz
In der Liste der Kulturdenkmale in Kaiserpfalz sind alle Kulturdenkmale der Gemeinde Kaiserpfalz und ihrer Ortsteile aufgelistet. Grundlage ist das Denkmalverzeichnis des Landes Sachsen-Anhalt, das auf Basis des Denkmalschutzgesetzes des Landes Sachsen-Anhalt vom 21. Oktober 1991 durch das Landesamt für Denkmalpflege und Archäologie Sachsen-Anhalt erstellt und seither laufend ergänzt wurde (Stand: 31. Dezember 2021).

## Kulturdenkmale nach Ortsteilen

### Allerstedt
| Lage                                                    | Bezeichnung    | Beschreibung     | Erfassungs- nummer | Ausweisungsart | Bild      |
| ------------------------------------------------------- | -------------- | ---------------- | ------------------ | -------------- | --------- |
| südwestlich der Ortslage, auf künstlichem Hügel (Karte) | Burg           | Abendsburg       | 094 82666          | Baudenkmal     | BW        |
| Brauhausstraße 5 (Karte)                                | Mühle          |                  | 094 82638          | Baudenkmal     | Mühle     |
| Lindenstraße (Karte)                                    | Glocke         |                  | 094 82593          | Baudenkmal     | Glocke    |
| Lindenstraße (Karte)                                    | Kriegerdenkmal |                  | 094 82597          | Baudenkmal     | BW        |
| Lindenstraße 1 (Karte)                                  | Pfarrhaus      |                  | 094 30036          | Baudenkmal     | Pfarrhaus |
| Mühlgasse 6 (Karte)                                     | Mühle          | Teichgrabenmühle | 094 82665          | Baudenkmal     | BW        |

### Bucha
| Lage | Bezeichnung    | Beschreibung | Erfassungs- nummer | Ausweisungsart | Bild           |
| --- | -------------- | ------------ | ------------------ | -------------- | -------------- |
| Altenrodaer Weg 1 (Karte)                                                                                   | Wohnhaus       |              | 094 81676          | Baudenkmal     | Wohnhaus       |
| Altenrodaer Weg, Wohlmirstedter Straße Ecke Wohlmirstedter Straße/Altenrodaer Weg/Memlebener Straße (Karte) | Gedenkstein    |              | 094 81677          | Kleindenkmal   | BW             |
| Buchengrund 10 (Karte)                                                                                      | Schloss        |              | 094 81227          | Baudenkmal     | Weitere Bilder |
| Kirchplatz (Karte)                                                                                          | Kirche         | St. Caecilia | 094 81254          | Baudenkmal     | Weitere Bilder |
| Kirchplatz (Karte)                                                                                          | Kriegerdenkmal |              | 094 81240          | Baudenkmal     | BW             |
| Kirchplatz (Karte)                                                                                          | Bauernstein    | Kaufstein    | 094 84387          | Kleindenkmal   | Bauernstein    |
| Straße des Friedens 3 (Karte)                                                                               | Pfarrhaus      |              | 094 81293          | Baudenkmal     | Pfarrhaus      |

### Memleben
| Lage                                                                   | Bezeichnung      | Beschreibung                              | Erfassungs- nummer | Ausweisungsart               | Bild           |
| ---------------------------------------------------------------------- | ---------------- | ----------------------------------------- | ------------------ | ---------------------------- | -------------- |
| Am Plan (Karte)                                                        | Kirche           | St. Martini                               | 094 82928          | Baudenkmal                   | Weitere Bilder |
| Am Plan 1, 2, 3, 3b, 4, 9, 10, 11 (Karte)                              | Platz            |                                           | 094 82929          | Denkmalbereich               | Platz          |
| Landstraße Ortseingang aus Richtung Wangen, linke Straßenseite (Karte) | Wegweiser        |                                           | 107 20008          | Kleindenkmal                 | BW             |
| Lützowerstraße 1a, 4/6, 8 (Karte)                                      | Straßenzeile     |                                           | 094 82930          | Denkmalbereich               | Straßenzeile   |
| Thomas-Müntzer-Straße 42, 42a (Karte)                                  | Bauernhof        |                                           | 094 82922          | Baudenkmal                   | BW             |
| Thomas-Müntzer-Straße 27 (Karte)                                       | Bauernhof        | Bauernhof eventuell nicht mehr existent   | 094 82931          | Baudenkmal                   | BW             |
| Thomas-Müntzer-Straße 44, 45, 46, 46a, 47, 48, 48a, 48b (Karte)        | Kloster Memleben | Kloster                                   | 094 30041          | Baudenkmal                   | Weitere Bilder |
| Thomas-Müntzer-Straße (Karte)                                          | Kirchenruine     | Ottonische Kirche aus dem 10. Jahrhundert | 094 30041 001      | Teilobjekt eines Baudenkmals | Kirchenruine   |
| Thomas-Müntzer-Straße (Karte)                                          | Kirchenruine     | Kirche erste Hälfte des 13. Jahrhunderts  | 094 30041 002      | Teilobjekt eines Baudenkmals | Weitere Bilder |
| Volkmar-Kroll-Straße 5 (Karte)                                         | Wohnhaus         | Wohnhaus                                  | 094 82925          | Baudenkmal                   | BW             |
| Volkmar-Kroll-Straße 11 (Karte)                                        | Gasthof          | Gasthaus Heinze                           | 094 82926          | Baudenkmal                   | BW             |
| Volkmar-Kroll-Straße 17 (Karte)                                        | Pfarrhaus        |                                           | 094 82927          | Baudenkmal                   | BW             |
| Volkmar-Kroll-Straße 42 (Karte)                                        | Bauernhof        |                                           | 094 82924          | Baudenkmal                   | BW             |
| Volkmar-Kroll-Straße 43 (Karte)                                        | Wohnhaus         |                                           | 094 30170          | Baudenkmal                   | BW             |

### Wendelstein
| Lage                                                     | Bezeichnung          | Beschreibung                              | Erfassungs- nummer | Ausweisungsart | Bild           |
| -------------------------------------------------------- | -------------------- | ----------------------------------------- | ------------------ | -------------- | -------------- |
| (Karte)                                                  | Schleuse Wendelstein | Schiffsschleuse im Fluss Unstrut mit Wehr | 094 30137          | Baudenkmal     | Weitere Bilder |
| An der Mühle 1, 2, 2a, 3, 3a (Karte)                     | Mühle                |                                           | 094 84389          | Baudenkmal     | Mühle          |
| Theodor-Körner-Straße 28, 29, 45, 46, 47, 48, 49 (Karte) | Burg                 | Burg Wendelstein                          | 094 30042          | Baudenkmal     | Weitere Bilder |

### Wohlmirstedt
| Lage                                                                        | Bezeichnung        | Beschreibung                              | Erfassungs- nummer | Ausweisungsart | Bild               |
| --------------------------------------------------------------------------- | ------------------ | ----------------------------------------- | ------------------ | -------------- | ------------------ |
| östlich, ca. 300 m außerhalb der Ortslage (Karte)                           | Küchenteich        | Teich                                     | 094 82578          | Baudenkmal     | Weitere Bilder     |
| Koordinaten fehlen! Hilf mit.                                               | Gedenkstein        | Gedenkstein 2020 als Denkmal eingetragen  | 107 05109          | Kleindenkmal   |                    |
| Allerstedter Straße (Karte)                                                 | Gedenkstein        | Sühnekreuz                                | 094 82359          | Baudenkmal     | BW                 |
| Allerstedter Straße 2, Platz der Einheit 2 (Karte)                          | Wirtschaftsgebäude |                                           | 094 82360          | Baudenkmal     | BW                 |
| An der Gärtnerei auf dem Friedhof, an der südlichen Umfassungsmauer (Karte) | Grabmal            | Grabstätte von Helldorf                   | 094 82554          | Baudenkmal     | Grabmal            |
| An der Gärtnerei auf dem Friedhof, beiderseits des Eingangs (Karte)         | Grabmal            |                                           | 094 82556          | Baudenkmal     | Grabmal            |
| An der Gärtnerei 9 (Karte)                                                  | Kirche             | St. Maria Magdalena                       | 094 82362          | Baudenkmal     | Weitere Bilder     |
| An der Gärtnerei 18 (Karte)                                                 | Pfarrhaus          |                                           | 094 82391          | Baudenkmal     | Pfarrhaus          |
| Memlebener Straße vor Nr. 15 und 17 (Karte)                                 | Kriegerdenkmal     |                                           | 094 82509          | Baudenkmal     | BW                 |
| Memlebener Straße 1 (Karte)                                                 | Stall              |                                           | 094 82469          | Baudenkmal     | BW                 |
| Memlebener Straße 2 (Karte)                                                 | Wohnhaus           | sog. "Zweites Schloß" oder "Kleines haus" | 094 82491          | Baudenkmal     | BW                 |
| Memlebener Straße 4,6,8 (Karte)                                             | Stall              |                                           | 094 82496          | Baudenkmal     | BW                 |
| Platz der Einheit 1 (Karte)                                                 | Gutshaus           |                                           | 094 82519          | Baudenkmal     | Weitere Bilder     |
| Platz der Einheit 4 (Karte)                                                 | Wirtschaftsgebäude |                                           | 094 82538          | Baudenkmal     | Wirtschaftsgebäude |

### Zeisdorf
| Lage                                                            | Bezeichnung | Beschreibung                    | Erfassungs- nummer | Ausweisungsart | Bild           |
| --------------------------------------------------------------- | ----------- | ------------------------------- | ------------------ | -------------- | -------------- |
| Hauptstraße 7 (Karte)                                           | Gasthof     | sog. "Gemeindegasthaus"         | 094 82669          | Baudenkmal     | Gasthof        |
| Hauptstraße 9 (Karte)                                           | Kirche      | St. Nicolai, ehemals St. Martin | 094 82670          | Baudenkmal     | Weitere Bilder |
| Hauptstraße 11 (Karte)                                          | Bauernhof   |                                 | 094 82676          | Baudenkmal     | Bauernhof      |
| Mühlengrund 2 nördlich der Ortslage, ca. 1 km außerhalb (Karte) | Mühle       | Leonhardtmühle                  | 094 82680          | Baudenkmal     | Mühle          |
| Mühlweg 2 (Karte)                                               | Mühle       | Triftmühle                      | 094 82677          | Baudenkmal     | BW             |

## Ehemalige Kulturdenkmale nach Ortsteilen
Die nachfolgenden Objekte waren ursprünglich ebenfalls denkmalgeschützt oder wurden in der Literatur als Kulturdenkmale geführt. Die Denkmale bestehen heute jedoch nicht mehr, ihre Unterschutzstellung wurde aufgehoben oder sie werden nicht mehr als Denkmale betrachtet.

### Memleben
| Lage                             | Bezeichnung | Beschreibung | Erfassungs- nummer | Ausweisungsart | Bild |
| -------------------------------- | ----------- | ------------ | ------------------ | -------------- | ---- |
| Thomas-Müntzer-Straße 31 (Karte) | Bauernhof   |              | 094 82923          | Baudenkmal     | BW   |

### Wohlmirstedt
| Lage                  | Bezeichnung | Beschreibung | Erfassungs- nummer | Ausweisungsart | Bild  |
| --------------------- | ----------- | ------------ | ------------------ | -------------- | ----- |
| Dorfstraße 18 (Karte) | Mühle       |              | 094 82447          | Baudenkmal     | Mühle |

## Legende
In den Spalten befinden sich folgende Informationen:
- Lage: Nennt den Straßennamen und wenn vorhanden die Hausnummer des Kulturdenkmals. Die Grundsortierung der Liste erfolgt nach dieser Adresse. Der Link „Karte“ führt zu verschiedenen Kartendarstellungen und nennt die geographischen Koordinaten.
Link zu einem Kartenansichtstool, um Koordinaten zu setzen. In der Kartenansicht sind Baudenkmale ohne Koordinaten mit einem roten bzw. orangen Marker dargestellt und können in der Karte gesetzt werden. Baudenkmale ohne Bild sind mit einem blauen bzw. roten Marker gekennzeichnet, Baudenkmale mit Bild mit einem grünen bzw. orangen Marker.
- Offizielle Bezeichnung: Nennt den Namen, die Bezeichnung oder zumindest die Art des Kulturdenkmals und verlinkt, soweit vorhanden, auf den Artikel zum Objekt.
- Beschreibung: Nennt bauliche und geschichtliche Einzelheiten des Kulturdenkmals, vorzugsweise die Denkmaleigenschaften.
- Erfassungsnummer: Für jedes Kulturdenkmal wird in Sachsen-Anhalt eine 20stellige Erfassungsnummer vergeben. Die letzten zwölf Ziffern werden für die Untergliederung nach Teilobjekten genutzt und werden nur angegeben, soweit vergeben. In dieser Spalte kann sich folgendes Icon  befinden, dies führt zu Angaben zu diesem Baudenkmal bei Wikidata.
- Ausweisungsart: Die Einordnung des Denkmales nach § 2 Abs. 2 DenkmSchG LSA
- Bild: Ein Bild des Denkmales, und gegebenenfalls einen Link zu weiteren Fotos des Kulturdenkmals im Medienarchiv Wikimedia Commons. Wenn man auf das Kamerasymbol klickt, können Fotos zu Kulturdenkmalen aus dieser Liste hochgeladen werden: